# 강주못
강주못은 경상남도 진주시 정촌면 예하리에 있는 연못이다. 둘레는 약 600m, 연면적은 약 18,000m2이다.

## 역사

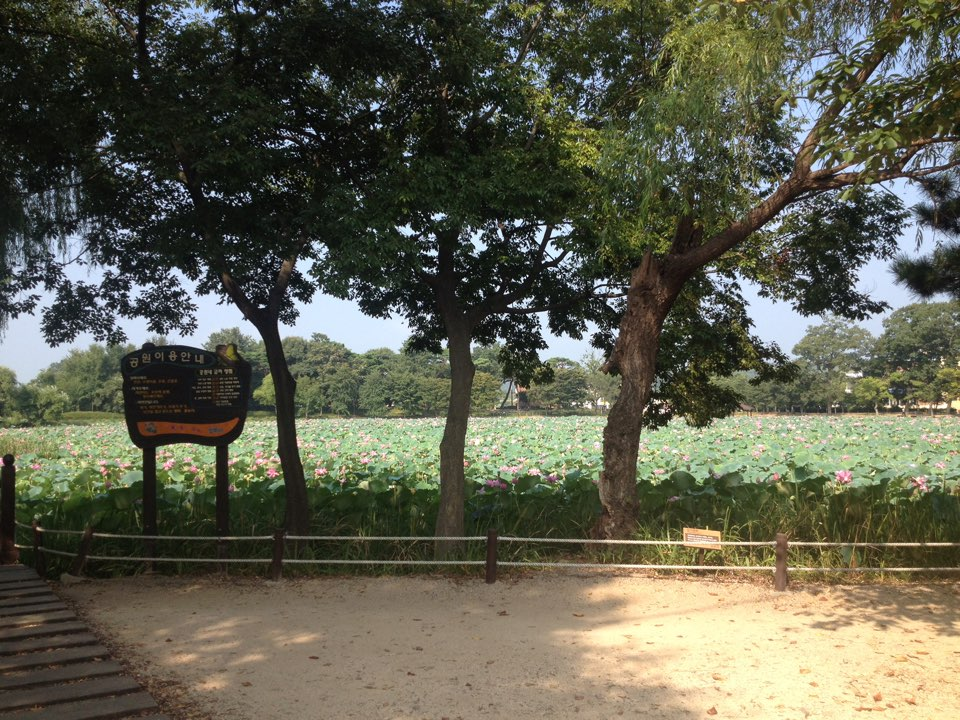
강주연못 생태공원 전경

강주(康州)는 신라 시대부터 고려 시대까지 쓰인 진주의 옛 지명이며, 고려 시대에는 이 곳에 군사들이 진을 치고 촉석성(진주성)을 개축하였다. 조선 시대에 들어서 진영이 연밭으로 바뀌며 2005년 7월 생태공원이 조성되어 현재와 같은 연못이 되었다.

## 식물
연꽃을 비롯하여 기타 수생식물 5종 1,390본이 자생하고있다. 연못 주위를 보호수로 지정된 이팝나무 네그루 이외에도 팽나무, 느티나무, 소나무, 용버들이 둘러싸고 있다.